# Тёно, Масахиро
Масахиро «Маса» Тёно (яп. 蝶野正洋, род. 17 сентября 1963, Сиэтл, Вашингтон) — японо-американский рестлер и актёр.
Наиболее известен своей 26-летней карьерой в New Japan Pro-Wrestling (NJPW). Будучи лидером nWo Japan, Team 2000 и Black New Japan, он был главным героем промоушена на протяжении большей части своей карьеры, начиная с 1994 года, когда он принял свой образ, вдохновлённый Якудзой.
Помимо работы в NJPW, Тёно также выступал в World Championship Wrestling (WCW) в составе «Нового мирового порядка», а также периодически появлялся в All Japan Pro Wrestling (AJPW) и Osaka Pro Wrestling. Тёно принадлежит рекорд по количеству побед на G1 Climax (5 раз), что принесло ему прозвища «Мистер Август» и «Мистер G1». Он бывший семикратный командный чемпион IWGP, а также бывший чемпион IWGP в тяжёлом весе и бывший чемпион мира NWA в тяжёлом весе.

## Карьера в рестлинге

### New Japan Pro-Wrestling

#### Ранние годы (1984—1989)
Тёно дебютировал в 1984 году против Кэйдзи Муто на турнире New Japan Pro-Wrestling (NJPW) в Сайтаме, Япония. В 1987 году он победил Синъю Хасимото и выиграл Кубок молодых львов. После победы в турнире он отправился в турне, которое началось в Европе, выступая за Catch Wrestling Association Отто Ванца. После некоторого времени, проведённого в Европе, Тёно отправился в Северную Америку, начав с Соединённых Штатов, где он боролся на территории NWA в Канзас-Сити и Алабаме. Позже он также боролся на Канадском побережье и в Пуэрто-Рико, где он, Синъя Хасимото и Кэйдзи Муто сформировали команду «Три мушкетёра».
Тёно вернулся в NJPW в июле 1988 года. Позднее, в октябре 1988 года, он вновь отправился в Соединённые Штаты. В апреле 1989 года он принял участие в турнире за чемпионство IWGP в тяжёлом весе, который состоялся на первом шоу NJPW в Tokyo Dome; в четвертьфинале он проиграл победителю турнира и новому чемпиону Биг Ван Вейдеру. В это время он вернулся в Соединённые Штаты и недолго выступал в Австралии. 31 декабря 1989 года в Москве во дворце спорта «Лужники» при участии NJPW прошло первое в СССР профессиональное реслинг-шоу, на котором Тёно сражался против Тимура Заласова.

#### Восхождение (1989—1994)
10 февраля 1990 года он выступил в главном событии второго шоу NJPW в Tokyo Dome в команде с Синъей Хасимото против Антонио Иноки и Сэйдзи Сакагути, 27 апреля он выиграл командные титулы IWGP с Муто, а 26 декабря 1990 года он победил своего наставника, легенду рестлинга Лу Тесза, когда Тесз вернулся для последнего матча. В 1991 году Тёно закрепил свой статус звезды, показав потрясающее выступление на первом турнире G1 Climax, выиграв турнир в тридцатиминутном финале у Кэйдзи Муто.
Он снова выиграл турнир в 1992 году, завоевав при этом титул чемпиона мира NWA в тяжёлом весе. С тех пор он выигрывал турнир ещё три раза. 23 сентября 1992 года Тёно получил серьёзную травму шеи в результате неудачного Tombstone Piledriver во время защиты титула чемпиона мира NWA в тяжёлом весе против Стива Остина. 4 января 1993 года он проиграл титул чемпиона мира NWA чемпиону IWGP в тяжёлом весе «Великому Муте» (Кэйдзи Муто) в матче «титул против титула». В конце 1993 года он принял участие в своём третьем турнире G1 Climax, проиграв в полуфинале Хироси Хасэ. В январе 1994 года он получил шанс стать чемпионом IWGP в тяжёлом весе против Синъи Хасимото, но в итоге проиграл. В августе 1994 года он выиграл свой третий турнир G1 Climax, победив в финале Кенсуке Сасаки («Пауэр Уорриор»).

#### nWo Japan и Team 2000 (1994—2004)
Через некоторое время после победы на третьем G1 Climax Тёно изменил свой образ и стал похож на якудзу: солнцезащитные очки, угрожающие жесты, чёрный плащ и трико. Сотрудничество Тёно с Хироёси Тэндзаном и Хиро Сайто заложило основу для nWo Japan в NJPW. Утвердившись в качестве лидера японской группировки, Тёно присоединился к американской nWo в декабре 1996 года, когда она набирала обороты в World Championship Wrestling (WCW).
Вернувшись в Японию, Тёно вновь присоединился к NJPW, где добился больших успехов. Он шесть раз выигрывал командные титулы IWGP, а также завоевал очень престижный титул чемпиона IWGP в тяжёлом весе в 1998 году. В 2002 году Тёно выиграл свой четвёртый турнир G1 Climax и провёл короткую, запоминающуюся вражду с Чайной. В 2003 году Тёно ненадолго присоединился к Pro Wrestling NOAH, где провёл несколько матчей и 2 мая того же года потерпел поражение от чемпиона GHC Кэнты Кобаси. 13 октября 2003 года он проиграл Халку Хогану.

## Личная жизнь
Тёно родился в Сиэтле, Вашингтон, США.
28 декабря 1991 года Тёно женился на Мартине Карлсбад, с которой он познакомился во время тура в Германию в 1987 году. У пары есть дети: сын (род. 4 июля 2006 года) и дочь (род. в августе 2009 года).

## В медиа
Тёно появляется в качестве члена банды в видеоигре 2017 года Yakuza Kiwami 2 вместе с Гэнитиро Тэнрю, Кэйдзи Муто, Рики Тёсю и Тацуми Фудзинами.